# Ontvankelijkheid (Nederlands strafrecht)
In het Nederlands strafrecht oordeelt de rechter over de ontvankelijkheid  van het Openbaar Ministerie (OM). Met een formele einduitspraak van niet-ontvankelijkheid wordt uitgedrukt dat het openbaar ministerie niet gerechtigd is om de zaak bij de strafrechter aanhangig te maken. De rechter beslist over de ontvankelijkheid van het Openbaar Ministerie na te hebben beslist over de eventuele nietigheid van de dagvaarding en zijn eigen bevoegdheid.
Gronden voor niet-ontvankelijkheid zijn onder andere:
- de (grove) overschrijding van termijnen, de verjaring van het tenlastegelegde feit,
- het feit dat eerder een transactie is aangegaan voor hetzelfde feit,
- het feit dat een verdachte reeds vervolgd is voor het tenlastegelegde feit (schending van het beginsel van ne bis in idem),
- bij de verdachte het gerechtvaardigde vertrouwen is gewekt dat hij niet zal worden vervolgd[3]
- er kan geen sprake meer zijn van een eerlijk proces in de zin van art. 6 EVRM,[4]
- ernstige vormfouten in het opsporings- en vervolgingstraject, hoewel de rechter in de praktijk eerder voor bewijsuitsluiting of strafvermindering kiest,
- de dood van de verdachte, natuurlijke persoon dan wel de ontbinding van de verdachte rechtspersoon.